# Tubajon
Tubajon ist eine philippinische Stadtgemeinde in der Provinz Dinagat Islands. Sie hat 8276 Einwohner (Zensus 1. August 2015).

## Baranggays
Tubajon ist politisch in neun Baranggays unterteilt.
- Diaz (Romualdez)
- Imelda
- Mabini
- Malinao
- Navarro
- Roxas
- San Roque (Pob.)
- San Vicente
- Santa Cruz (Pob.)